# Günter Helmes

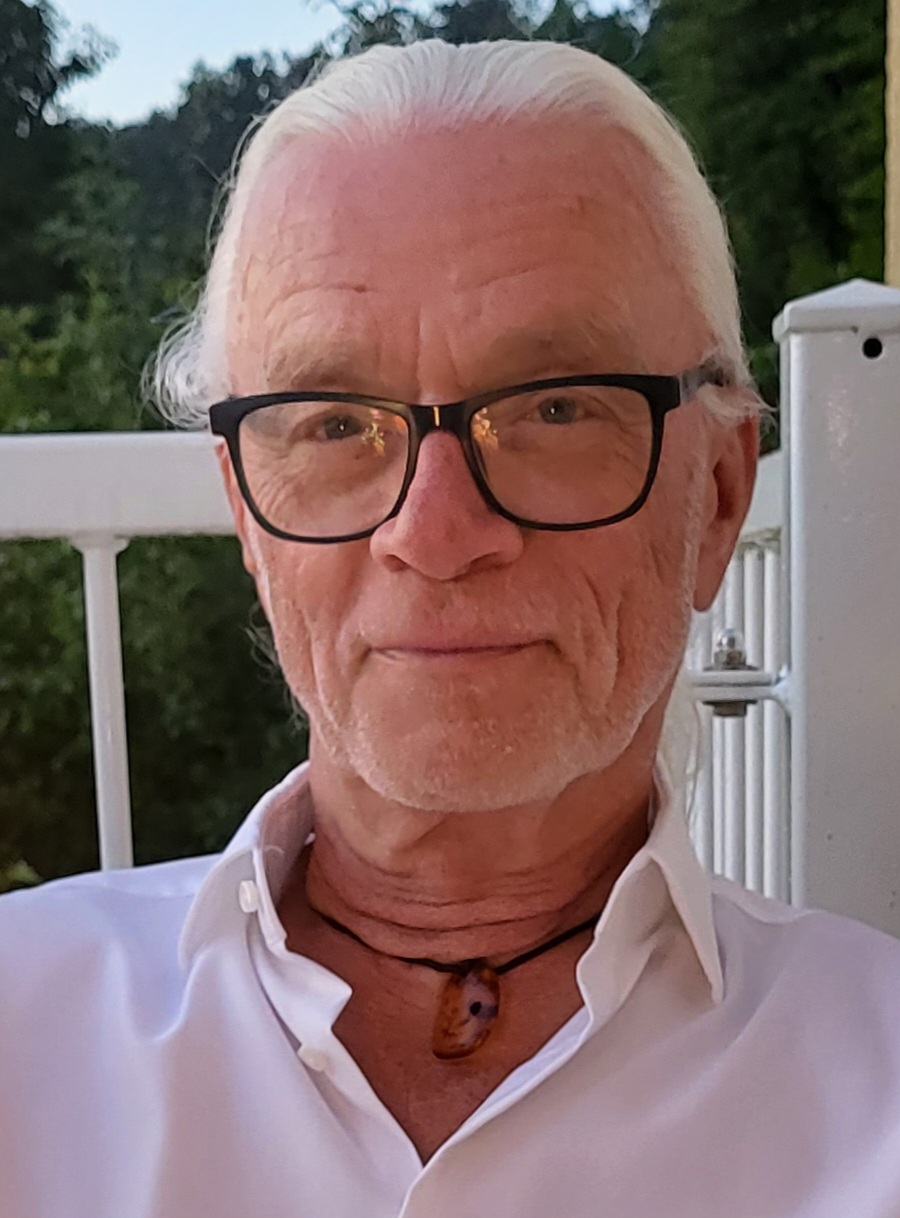
Günter Helmes (2025)

Günter Helmes (* 19. Juli 1954 in Birlenbach) ist ein deutscher Literaturwissenschaftler, Medienwissenschaftler, Literaturkritiker und Verleger, der sich unter Pseudonymen auch als Casualcarminist und Autor bei Wikipedia betätigt. Von 2003 bis zu seiner Pensionierung im August 2018 war er Universitätsprofessor für Neuere deutsche Literaturwissenschaft, Medienwissenschaft und deren Didaktik an der Europa-Universität Flensburg.

## Leben
Nach der Volksschule in Birlenbach (1961–1965) besuchte Günter Helmes das Fürst-Johann-Moritz-Gymnasium in Weidenau (Siegen). Dort legte er 1973 das Abitur ab. Im gleichen Jahr begann er ein Lehramtsstudium Deutsch, Philosophie, Geschichte und Erziehungswissenschaften an der Gesamthochschule Siegen, ferner studierte er in Iowa City, an der Ruhruniversität Bochum und in Madison (Wisconsin), unter anderem bei Jens Malte Fischer, Moltke S. Gram, Jost Hermand, Johannes Janota, Jürgen Kühnel, Karl Prümm, Helmut Scheuer, Jochen Schulte-Sasse, Klaus Vondung und Christoph Wulf. 1980 legte er in Siegen die Erste Philologische Staatsprüfung für das Lehramt an Gymnasien ab. 1985 wurde er mit einer von Helmut Kreuzer (Siegen) betreuten und von der Studienstiftung des deutschen Volkes geförderten Arbeit über das publizistische Werk des Wiener Expressionisten und Literaturmanagers Robert Müller (1887–1924) promoviert. Dabei handelte es sich um die erste Monographie über den lange Zeit vergessenen Autor, der zusammen mit Kurt Hiller (Berlin) den Aktivismus repräsentierte und der heute zum engsten Kreise der – deutschsprachigen – Moderne gerechnet wird.
Von 1984 bis 1986 war Günter Helmes Lektor des Deutschen Akademischen Austauschdienstes (DAAD) am University College London, danach bis 1994 Wissenschaftlicher Mitarbeiter/Assistent an der Universität Paderborn. In diese Zeit fallen Gastdozenturen an der University of Auckland und an der TU Dresden. In Paderborn habilitierte er sich 1994 mit einer Studie zur Poetik des deutschsprachigen Romans des Naturalismus, aus der Aufsatzpublikationen hervorgingen, sowie weiteren Forschungsarbeiten. Die Umhabilitation an die Universität Siegen erfolgte 1998 unter dem Dekanat von Burkhard Schaeder. 2001 wurde er in Siegen zum außerplanmäßigen Professor ernannt.
Nach der Habilitation nahm Günter Helmes Vertretungsprofessuren, Gastdozenturen und Forschungsassistenturen an Universitäten in Guangzhou/VR China und Szeged/Ungarn sowie an den Universitäten in Halle (Saale), Kassel und Siegen wahr. Daneben baute er seit 1996 den Carl Böschen Verlag auf (eingestellt 2014), der Belletristik (u. a. Kay Hoff, Theodor Weißenborn und Camilla Collett) sowie literatur-, medien- und kulturwissenschaftliche Studien verlegte.
An der Europa-Universität Flensburg kümmerte sich Günter Helmes u. a. als langjähriges Mitglied des Akademischen Senats vor allem um die Stärkung der lehramtsbezogenen Studienfächer, die Integration der Medienwissenschaft in germanistische und andere Studiengänge, den Aus- und Aufbau der Germanistik und außerschulischer Masterstudiengänge sowie um internationale Kontakte. Er initiierte, z. T. zusammen mit weiteren Kollegen, Kooperationen mit Universitäten in Adana, Fès, Istanbul, Moskau, Pensa, Valencia, Winneba und Wrocław und lehrte an einigen dieser Universitäten im Rahmen von Kurzzeitdozenturen.
Über dieses Engagement in der universitären Selbstverwaltung hinaus war es Günter Helmes auch in Flensburg ein besonderes Anliegen, der universitären Lehre jenen hohen Stellenwert beizumessen, der ihr insbesondere an anglo-amerikanischen Universitäten ganz selbstverständlich, in der bundesrepublikanischen akademischen Welt jedoch eher selten zukommt.
Lehre und Forschung von Günter Helmes sind Ausdruck vielfältiger, fachübergreifender Interessen. Sie richten sich auf unterschiedliche Zeiträume und Kulturen, auf die sog. E- wie auf die U-Kultur, auf unterschiedliche Medien und auf die Erwachsenenwelt ebenso wie auf diejenige der Kinder und Jugendlichen. Dabei spielen Fragen nach Eigenart und Besonderheit ebenso eine Rolle wie diejenigen nach Beeinflussung, Interaktion, Austausch und Mischung. Diese Interessen münden in dem Selbstverständnis, einen auf individuelle wie gesellschaftliche Praxis bezogenen Beitrag zum kollektiven Gedächtnis und Handeln leisten zu wollen.
Günter Helmes ist (Mit-)Herausgeber der Werke Richard Beer-Hofmanns, Robert Müllers, Gerson Sterns und Theodor Weißenborns. Darüber hinaus hat er Werke von Hermann Bahr, Gabriele Reuter und Johannes Schlaf und eine Anthologie mit 50 deutschsprachigen Don-Juan-Texten herausgegeben sowie zahlreiche Sammelbände und Aufsätze zur Geschichte und Theorie von Literatur, Medien und Kultur insbesondere des 18. bis 21. Jahrhunderts (mit) vorgelegt. Zusammen mit Stefan Greif (Universität Kassel), gibt er im Hamburger Igel-Verlag die Schriftenreihe SchriftBilder. Studien zur Medien- und Kulturwissenschaft heraus, zusammen mit dem Heimatverein Birlenbach Os Dorfbläddche.
Günter Helmes ist Vater dreier Töchter sowie Großvater von sechs Enkelkindern. Er lebt in Schärding am Inn.

## Monographien
- Robert Müller: Themen und Tendenzen seiner publizistischen Schriften. Lang, Frankfurt/M. 1986. ISBN 3-8204-9762-5. Neuausgabe: Igel Verlag, Hamburg 2011, ISBN 978-3-86815-536-5.
- Studien zur Poetik des naturalistischen Romans (unveröffentlicht).
- Das soll Herder sein? Bildnisse von Johann Gottfried Herder als Manifestationen (re-)präsentations- und erinnerungskultureller Praktiken zwischen spätem 18. und frühem 20. Jahrhundert. Igel Verlag, Hamburg 2020, ISBN 978-3-86815-743-7.
- Die Geschichte hinter dem Bild. Titanic. 15. April 1912. Landeszentrale für politische Bildung – Thüringen, Erfurt 2021.
- Novellenkunst. Karen Blixens Meisternovelle „Babettes Fest“. Mit einer Nachbemerkung zu Gabriel Axels gleichnamigem Film. Hamburg 2021.
- Lebensbilder auf Zelluloid. Über deutschsprachige biographische Spielfilme der 1950er Jahre. Hamburg 2021.

## Sammelbände (Auswahl)
- Expressionismus, Aktivismus, Exotismus. Studien zum literarischen Werk Robert Müllers (1887-1924) (mit Helmut Kreuzer). Vandenhoeck & Ruprecht, Göttingen 1981, ISBN 3-525-20750-6.
- Dieter Wellershoff. Studien zu seinem Werk (mit Keith Bullivant, Manfred Durzak und Hartmut Steinecke). Kiepenheuer & Witsch, Köln 1990, ISBN 3-462-02049-8.
- Richard Beer-Hofmann. Studien zu seinem Werk (mit Norbert Otto Eke). Königshausen & Neumann, Würzburg 1993, ISBN 3-88479-573-2.
- Weltbürger – Textwelten. Helmut Kreuzer zum Dank (mit Leslie Bodi, Egon Schwarz und Friedrich Voit). Peter Lang, Frankfurt/M. 1995, ISBN 3-631-48201-9.
- Kindermedien – Medienkinder. Ästhetische, pädagogische und ökonomische Aspekte der Jugendkultur (mit Dirk Ulf Stötzel). Carl Böschen, Siegen 1997, ISBN 3-932212-08-8.
- Literatur und Leben. Anthropologische Aspekte in der Kultur der Moderne. Helmut Scheuer zum 60. Geburtstag (mit Ariane Martin, Birgit Nübel und Georg-Michael Schulz). Gunter Narr, Tübingen 2002, ISBN 3-8233-5883-9.
- Texte zur Medientheorie (mit Werner Köster). Reclam, Stuttgart 2002, ISBN 3-15-018239-5.
- B. Traven: Frühe Romane und mediale Adaptionen. Carl Böschen, Siegen 2003, ISBN 3-932212-58-4.
- Das „Fernsehtheater Moritzburg“: Institution und Spielplan (mit Steffi Schültzke). Leipziger Universitätsverlag, Leipzig 2003, ISBN 3-936522-99-5.
- Angeschwemmt – Fortgeschrieben. Robinsonaden in den Künsten des 20. und 21. Jahrhunderts (mit Ada Bieber und Stefan Greif). Königshausen & Neumann, Würzburg 2010, ISBN 978-3-8260-3261-5.
- „Schicht um Schicht behutsam freilegen.“ Die Regiearbeiten von Rainer Wolffhardt. Igel Verlag, Hamburg 2012 [= SchriftBilder. Studien zur Medien- und Kulturwissenschaft, Bd. 1], ISBN 978-3-86815-553-2.
- Gescheit, gescheiter, gescheitert? Das zeitgenössische Bild von Schule und Lehrer in Literatur und Medien (mit Günter Rinke). Hamburg 2016 [= SchriftBilder. Studien zur Medien- und Kulturwissenschaft, Bd. 8], ISBN 978-3-86815-713-0.
- Vielfalt und Diversität in Film und Fernsehen (mit Julia Ricart Brede). Waxmann, Münster 2017, ISBN 978-3-8309-3019-8.
- Biographische Filme der DEFA. Zwischen Rekonstruktion, Dramaturgie und Weltanschauung (mit Michael Grisko). Leipziger Universitätsverlag, Leipzig 2020. ISBN 978-3-96023-353-4.
- „Auferstanden aus Ruinen“.  Planen, Bauen und Wohnen in Spiel- und Dokumentarfilmen der DDR. (mit Michael Grisko). wbg Academic in Herder, Freiburg 2024, ISBN 978-3-534-64140-6.

## Editionen literarischer Texte (Auswahl)
- Robert Müller: Gesammelte Werke in Einzelausgaben (14 Bde., Paderborn 1990ff.). Davon selbst: Tropen. Der Mythos der Reise. Urkunden eines deutschen Ingenieurs. Herausgegeben von Robert Müller Anno 1915. Paderborn 1990. Auch: Stuttgart 1993. Wieder: Hamburg 2010; Camera  obscura. Paderborn 1991; Flibustier. Paderborn 1992; Kritische Schriften. Bd. I [1912-1916] (mit Jürgen Berners). Paderborn 1993. Wieder: Hamburg 2011; Paralipomena (mit Thomas Schwarz). Hamburg 2019.
- Richard Beer-Hofmann: Gesammelte Werke in Einzelausgaben, (7 Bde., Paderborn 1993ff.; mit Andreas Thomasberger und Michael Matthias Schardt). Davon selbst: Richard Beer-Hofmann: Novellen (Camelias. Das Kind). Paderborn 1993.
- Theodor Weißenborn: Werke (6 Bde.; Siegen 2002ff.).
- Gerson Stern: Werke (3 Bde., Siegen 1999ff.; mit Friedrich Voit).
- Don Juan. 50 deutschsprachige Variationen eines europäischen Mythos (mit Petra Hennecke). Paderborn 1994. Wieder: Hamburg 2011.
- Hermann Bahr: Die gute Schule. Seelenstände. Berlin 1997.
- Gabriele Reuter: Ellen von der Weiden. Berlin 1997.
- Johannes Schlaf: Junge Leute. Berlin 1997.

## Aufsätze (Auswahl)
- Von ‚Formindalls’ und anderen ‚Hominiden’. Überlegungen zu Arno Schmidts Die Gelehrtenrepublik. In: Arno Schmidt. Das Frühwerk II, hrsg. von Michael Matthias Schardt. Aachen 1988, S. 216–255.
- Spinoza in der schönen Literatur. Bilder zwischen Vormärz und Weimarer Republik. In: Studia Spinozana, Vol. 5, 1990, S. 119–149.
- „Du bist ein Fuchs, Bettinchen!“ Bettine von Arnims Briefwechsel mit Hermann von Pückler-Muskau und Julius Döring und Dieter Kühns Bettines letzte Liebschaften. In: Dieter Kühn. Materialien, hrsg. v. Helmut Scheuer und Werner Klüppelholz. Frankfurt/M. 1992, S. 191–209.
- Auf Geibel komm raus! Der junge Arno Holz zwischen Tradition und Innovation. In: Arno Holz. Text + Kritik. Bd. 121. München 1994, S. 12–19.
- „Was geht mit mir vor? Wo bin ich? Was will ich?“ Eine Typologie deutschsprachiger Don-Juan-Texte zwischen Nikolaus Lenau und Max Frisch. In: Don Juan und Femme fatale, hrsg. von Helmut Kreuzer. München 1995, S. 59–97.
- „Qual und Leiden ließen meine Flügel neu sprießen.“ Über Entwürfe und Skizzen zu Richard Beer-Hofmanns Die Historie von König David. In: Richard Beer-Hofmann. Zwischen Ästhetizismus und Judentum, hrsg. von Dieter Borchmeyer. Paderborn 1996, S. 119–133.
- Soziale Romane des Naturalismus. In: Hansers Sozialgeschichte der Literatur. Bd. 7: Naturalismus, hrsg. von Jörg-Gothard Mix. München 2000, S. 104–115.
- Ausbrüche, Einbrüche, Aufbrüche: Autorinnen der zwanziger Jahre. In: Nora verläßt ihr Puppenheim. Autorinnen des 20. Jahrhunderts und ihr Beitrag zur ästhetischen Innovation, hrsg. von Waltraud Wende. Stuttgart und Weimar 2000, S. 88–102.
- „Wenn ich nur zu Eis gefrieren könnte“ oder: Die Familie als Ort der Gewalt. Das Jugendbuch Tanz in die Hölle von Tor Fretheim. In: Der Deutschunterricht (2000), H. 6, S. 77–87.
- Bunte Steine als „Supplement der Gesetze“? Eine Relektüre Adalbert Stifters. In: Literatur und Leben. Anthropologische Aspekte in der Kultur der Moderne. Helmut Scheuer zum 60. Geburtstag, hrsg. von Günter Helmes u. a. Tübingen 2002, S. 55–70.
- Wolfdietrich Schnurre: Das Begräbnis und Das Manöver. Interpretationen. In: Klassische deutsche Kurzgeschichten, hrsg. von Werner Bellmann. Stuttgart 2004, S. 13–22 u. 146–150.
- Erich Kästner als Medienautor: Die Drehbücher zu den Filmen Münchhausen und Dann schon lieber Lebertran. In: Jahrbuch zur Kultur und Literatur der Weimarer Republik 2007, S. 167–181.
- Der Untergang der Titanic. Modellkatastrophe und Medienmythos. In: Bildatlas zum 20. und beginnenden 21. Jahrhundert, Bd. 1, hrsg. von Gerhard Paul. Göttingen 2009, S. 124–131.
- „Die neue Robinsonade, eine technische; die neue Wildnis, eine zerstörte Stadt.“ Bertolt Brechts und Arnolt Bronnens Filmfabel Robinsonade auf Assuncion. In: Angeschwemmt – Fortgeschrieben. Robinsonaden in den Künsten des 20. und 21. Jahrhunderts (zus. mit Ada Bieber und Stefan Greif). Würzburg 2009, S. 9–35.
- Die erzählstrategische Vermittlung von Diskursen in B. Travens Das Totenschiff. In: B. Traven. Autor – Werk – Werkgeschichte, hrsg. v. Günter Damann. Würzburg 2012, S. 183–194.
- „Mein Trotz hat meine Müdigkeit umarmt, / vermählt sich meine Kraft mit meiner Schwäche.“ Das Fernsehspiel Berliner Antigone (1968) von Leopold Ahlsen und Rainer Wolffhardt und dessen Prä-Texte. In: „Schicht um Schicht behutsam freilegen.“ Die Regiearbeiten von Rainer Wolffhardt, hrsg. v. Günter Helmes. Hamburg 2012, S. 113–145.
- „‚Lies sie oder lies sie nicht, du wirst beides bereuen’“. Sören Kierkegaards Don-Giovanni-Auslegung und deren textliches Umfeld. In: Existenz und Reflexion. Aktuelle Aspekte der Kierkegaard-Rezeption, hrsg. v. Matthias Bauer und Markus Pohlmeyer. Hamburg 2012, S. 86–113.
- „Manche freut der Regen, die haben noch Korn vom vorigen Jahr, die brauchen keins.“ Landleben, Landwirtschaft und Kapitalismus in Adam Scharrers Bauernroman Maulwürfe (1933). Mit einleitenden Hinweisen auf Anna Seghers’ Der Kopflohn (1933) In: Jahrbuch zur Kultur und Literatur der Weimarer Republik, Bd. 15, 2011/12, S. 147–176.
- Georg Brandes und der französische Naturalismus. Unter besonderer Berücksichtigung von Émile Zola. In: Georg Brandes und der Modernitätsdiskurs. Moderne und Antimoderne in Europa I, hrsg. v. Matthias Bauer und Ivy York Möller-Christensen. Hamburg 2013, S. 42–74.
- Von Trizonesiern, Konjunkturrittern und Herzensbrechern. Der Schlagersound der 1950er Jahre (zusammen mit Ada Bieber). In: Soundgeschichte des 20. und 21. Jahrhunderts, hrsg. v. Gerhard Paul. Bonn 2013, S. 352–357.
- Fliegende Fäuste, bewegende Bilder. Der Boxfilm zwischen Blockbuster und Programmkino [zus. mit Jürgen Schwier]. In: Sport im Film, hrsg. von Robert Gugutzer u. Barbara Englert. Konstanz, München 2014, S. 161–178.
- „Senkt die Fahnen vor ihr, denn sie ist unvergleichlich und unerreicht.“ Annäherungen an Asta Nielsen, den ersten ‚Star‘ der Filmgeschichte. In: Jahrbuch zur Kultur und Literatur der Weimarer Republik, Bd. 17, 2015/16, S. 47–73.
- „Der Angriff muss fortgesetzt werden, koste es, was es wolle.“ Eine Musterung filmischer Inszenierungen des Ersten Weltkriegs. Mit Hinweisen auf literarische Thematisierungen. In: „... so blickt der Krieg in allen Enden hindurch“. Die Hansestadt Lübeck im Kriegsalltag 1914–1918, hrsg. von Nadine Garling und Diana Schweitzer. Lübeck 2016, S. 219–263.
- Herrschaft und Rebellion gegen Gott und die Welt in Rainer Simons Spielfilm-Essay Till Eulenspiegel (1975). In: Die Zeit, die Welt und das Ich. Zum filmischen Werk von Rainer Simon, hrsg. von Michael Grisko. Potsdam 2016, S. 66–90.
- „Kein Autor würde ein dickes Buch schreiben, wenn er im Vornherein wüsste, auf welche Weise es später gelesen werden wird“. Von Missbräuchen, Frauenphantasien und Erzählanstrengungen in Juli Zehs Klügelei Spieltrieb (2004). In: Gescheit, gescheiter, gescheitert? Das zeitgenössische Bild von Schule und Lehrer in Literatur und Medien, hrsg. von Günter Helmes und Günter Rinke. Hamburg 2016, S. 43–80.
- „Ich hab’ echt gedacht, der Beruf passt zu mir. Aber weißt Du was: ich kann Kinder nicht ausstehen.“ Hinweise auf neuere und neueste deutschsprachige Spiel- und Fernsehfilme zu den Themen „Schule“ und „Lehrersein“. In: Gescheit, gescheiter, gescheitert? Das zeitgenössische Bild von Schule und Lehrern in Literatur und Medien, hrsg. von Günter Helmes und Günter Rinke. Hamburg 2016, S. 157–204.
- Intertextualität, Interkulturalität, Intermedialität. B. Travens Erzählung Macario im Spannungsfeld zwischen literarischen Quellen und filmischer Adaption. In: B. Traven – der (un-)bekannte Schriftsteller, hrsg. von Auracia E. Borszik und Hanna Mateo. Hamburg 2017, S. 105–137.
- Spielfilm, Behinderung, Behinderte. Beobachtungen zu einem frühen Klassiker des Genres „Behindertenfilm“ und dessen historischen und zeitgenössischen Kontexten. Das Lehrstück Freaks (1932) von Tod Browning. In: Vielfalt und Diversität in Film und Fernsehen, hrsg. von Julia Ricart Brede und Günter Helmes. Münster u. a. 2017, S. 19–62.
- „An einem Tag wie jeder andere“ ... in einem Film wie kein zweiter. Michael Hanekes Funny Games (1997) als Reflexion auf Gewalt, den Film und den Zuschauer. In: Visualisierungen von Gewalt. Beiträge zu Film, Theater und Literatur, hrsg. von Dagmar von Hoff, Brigitte E. Jirku und Lena Wetenkamp. Berlin: Peter Lang 2018, S. 81–99. ISBN 978-3-631-71763-9.
- „Die Zeugung geht durch unser Gehirn“. Die Erfindung von ,New York' in Robert Müllers Manhattan (1923). In: Jahrbuch zur Kultur und Literatur der Weimarer Republik, Bd. 19, 2018, S. 127–154.
- Die Erschaffung von ,Robert Müller' durch Kulturkritik, Germanistik und Komparatistik im letzten Drittel des 20. Jahrhunderts. Mit einem Ausblick auf Forschungsbeiträge der Gegenwart. In: Robert Müller: Paralipomena, hrsg. von Thomas Schwarz und Günter Helmes. Hamburg: Igel Verlag 2019, S. 223–241.
- Von protestantischer Askese, Pariser Kommune, einem dîner français und etlichem anderen mehr. Lebensleere, Lebenshunger und Lebenskunst in Isak Dinesens / Karen Blixens / Tania Blixens Novelle „Babette's Feast“ (1950, 1958) / „Babettes Gæstebud“ (1952, 1958) / „Babettes Fest“ (1960). In: Julia Ricart Brede, Naima Tahiri: Essen und Trinken. Multidisziplinäre Perspektiven auf menschliches Alltagshandeln in unterschiedlichen Kulturen. Hamburg 2020, S. 39–107. ISBN 978-3-86815-727-7
- „Ich bin kein Bundschuher, ich will nicht die Welt anzünden wie ihr, ich will malen“. Bernhard Stephans Jerg-Ratgeb-Film JÖRG RATGEB, MALER (1977). In: Biographische Filme der DEFA. Zwischen Rekonstruktion, Dramaturgie und Weltanschauung. Hrsg. von Michael Grisko und Günter Helmes. Leipzig: Leipziger Universitätsverlag 2020, S. 122–175. ISBN 978-3-96023-353-4.
- Von „sogenannter guter Familie“ zwischen Doppelmonarchie und Erster Republik in Marta Karlweis’ Roman Schwindel (1931). In: Helmut Grugger, Johann Holzner (Hg.): Der Generationenroman. 2 Bde. Berlin 2021, Bd. 1, S. 151–166.
- Francisco Franco oder Wann nimmt die lange Nacht ein Ende? Jüngere und jüngste spanische Geschichte in genealogischen Generationenromanen von Verena Boos, Marina Caba Rall und Inger-Maria Mahlke. In: Helmut Grugger, Johannes Holzner (Hg.): Der Generationenroman. 2 Bde. Berlin 2021, Bd. 2, S. 564–600.
- Kleiner Mann, kannst was tun! Amerikanismus in Wolf Durians Berlin-Roman für Kinder und Jugendliche Kai aus der Kiste. Eine ganz unglaubliche Geschichte (1926). In: Michael Grisko (Hg.): Von Fahrstühlen und Hollywood-Stars. Amerika zwischen Denkfigur und kultureller Praxis in der Weimarer Republik. Leipzig 2023, S. 99–126.
- „Dann schon lieber Lebertran“. In: Stefan Neuhaus (Hg.): Kästner-Handbuch. Leben – Werk – Wirkung. Berlin 2023, S. 235–240.
- „Mit freiem Geist und wahrer Liebe gegen die Philisterwelt.“ Zur ersten vollständigen Edition der Korrespondenz zwischen Bettine von Arnim und Julius Döring. In: Jahrbuch der Internationalen Bettina-von-Arnim-Gesellschaft 33/34/35, 2021/22/23, S. 209–216.
- Planen, Bauen und Wohnen in der DDR – zwischen gesellschaftlicher Realität, filmischer Inszenierung und verfassungsmäßiger Garantie. In: Michael Grisko, Günter Helmes (Hg.): „Auferstanden aus Ruinen“. Planen, Bauen und Wohnen in Spiel- und Dokumentarfilmen der DDR. Freiburg i. Breisgau 2024, S. 7–23.
- Es lebt der Mensch, solang’ er wohnt. Das Thema „Wohnen“ in Produktionen des Fernsehtheaters Moritzburg. In: Michael Grisko, Günter Helmes (Hg.): „Auferstanden aus Ruinen“. Planen, Bauen und Wohnen in Spiel- und Dokumentarfilmen der DDR. Freiburg i. Breisgau 2024, S. 191–207.
- Der deutschsprachige biographische Spielfilm der 1950er Jahre. In:  Stefan Neuhaus, Nicole Mattern (Hg.): Handbuch Literatur und Kultur der Wirtschaftswunderzeit. Berlin/Boston 2024, S. 501–516.
- Der westdeutsche Schlager der Adenauer-Ära. In:  Stefan Neuhaus, Nicole Mattern (Hg.): Handbuch Literatur und Kultur der Wirtschaftswunderzeit. Berlin/Boston 2024, S. 605–616.

## Kurzbeiträge
Helmes hat über zweihundert Rezensionen, Lexikonartikel, Apparate, Bibliographien und Interviews vorgelegt, u. a. in Organen wie Arbitrium, Jahrbuch zur Kultur und Literatur der Weimarer Republik, Bertelsmanns Lexikon der Weltliteratur, Filmblatt, German Studies, Germanistik, Harenbergs Lexikon der Weltliteratur, Jahrbuch der Bettina-von-Arnim-Gesellschaft, literaturkritik.de, MedienWissenschaft, Metzler Literatur Lexikon, Reallexikon der deutschen Literaturwissenschaft, Reclams Romanlexikon, Neue Passauer Presse und Universitas.

## Literarisches
- Nä ihr Kennr ihr Lü! Geschichte, Geschichten und Geflunker aus einem Siegener Stadtteil (zus. mit Gernot von Blödelfels). Norderstedt 2020. ISBN 978-3-7519-4101-3.
- Duettaler Wunderton oder Reim, reimer am reimsten (zus. mit Antje Werber und Gernot von Blödelfels). Norderstedt 2024. ISBN 978-3-758-3188-32.